# Tučapy (zámek)
Tučapy jsou zámek v Tučapech u Soběslavi. Byl postaven na místě starší tvrze, která je poprvé písemně připomenuta v roce 1407, kdy ji vlastnil Konrád z Tučep. K přestavbě tvrze na zámek došlo počátkem 18. století za Antonína Obyteckého z Obytec a poté znovu koncem 18. století, kdy byl vlastníkem Tučap Jiří Vavřinec z Escherlachu. V roce 1800 Tučapy koupil Prosper Antonín Berchtold z Uherčic, který zde dne 7. dubna 1807 umřel. Současná podoba zámku pochází z roku 1873. Zámek a přilehlý areál je od 21. května 2021 památkově chráněn.

## Popis kulturní památky
Budova zámku má půdorys písmene „L“. Na nárožích jsou věžičky. V přízemí jsou klenby, v prvém patře jsou stropy s fabiony a se štukovou výzdobou. Zámek je obklopen rozsáhlým dvouúrovňovým parkem obehnaným zdí.